# كوي جيان جون
كوي جيان جون ((بالإنجليزية: Cui Jianjun)) (من مواليد 1 أغسطس 1985) هو لاعب كرة الطائرة من الصين.
شارك في دورة الألعاب الآسيوية 2006 في الدوحة، قطر.

## روابط خارجية
- كوي جيان جون على موقع عالم الكرة الطائرة (الإنجليزية)
- كوي جيان جون على موقع أوليمبيديا (الإنجليزية)
- كوي جيان جون على موقع اللجنة الأولمبية الصينية (الإنجليزية)